# Família Astor

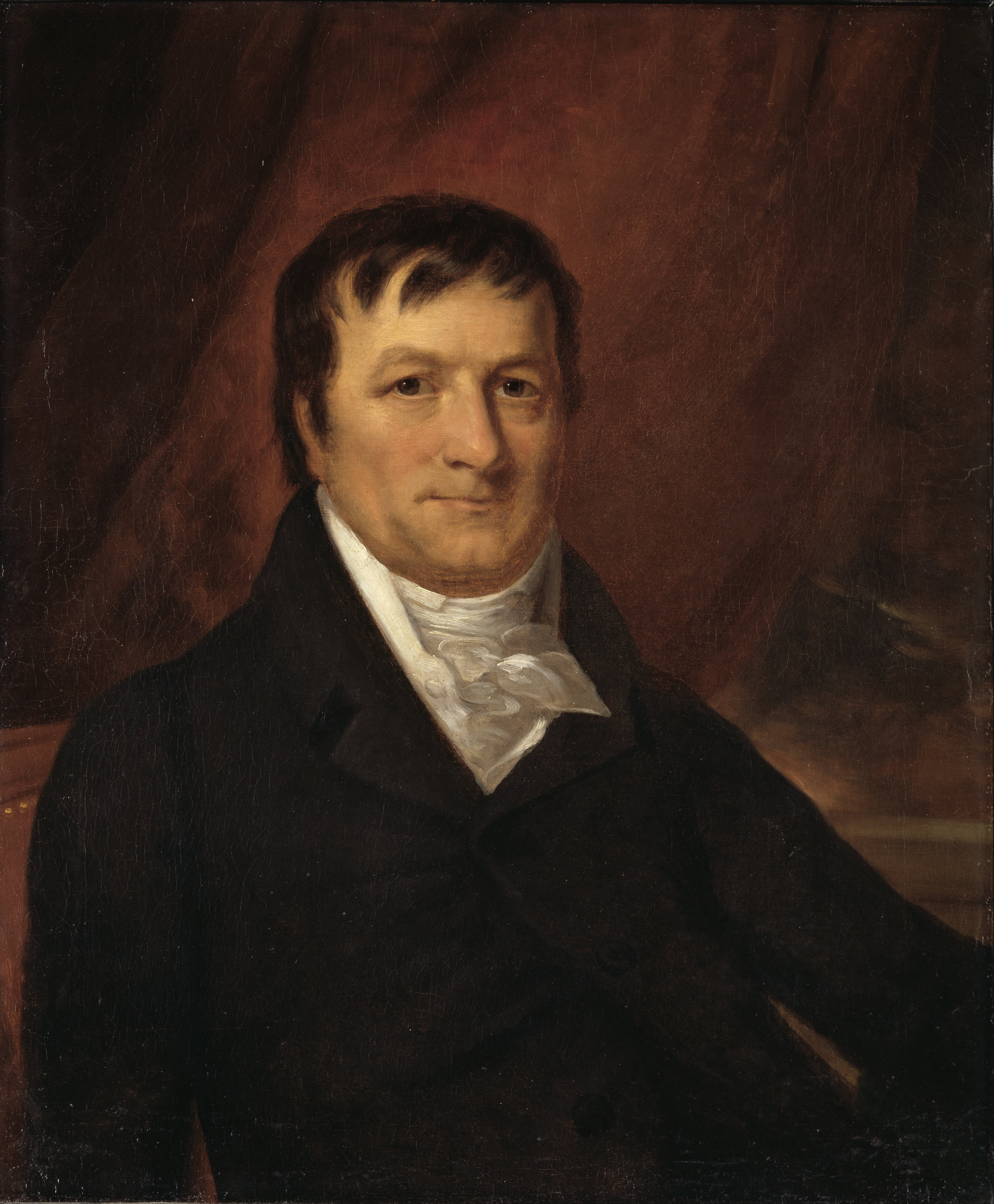
John Jacob Astor, o primeiro membro proeminente da família Astor.

A família Astor é uma proeminente família em negócios, sociedade e política tanto do Reino Unido quanto dos Estados Unidos, tendo alcançado grande sucesso nos séculos XIX e XX. A família é de origem germânica da cidade de Walldorf, com seu patriarca John Jacob Astor tendo imigrado para os Estados Unidos no século XVIII, tornando-se um dos homens mais ricos da história moderna.

## História
John Jacob Astor era filho de um açougueiro e começou sua vida trabalhando como vendedor de leite. Ele mudou-se para Nova Iorque em 1783 e pouco depois começou a trabalhar como comerciante de peles. John Jacob gradualmente fez sucesso no negócio até que sua empresa passou a valer o equivalente a 8,9 milhões de dólares em valores atuais. Ele ficou do lado das Treze Colônias na Guerra de Independência dos Estados Unidos, mesmo com seus negócios sofrendo um pouco durante o conflito. Pouco antes de morrer, John Jacob deixou o negócio de peles e passou a investir em bens imobiliários.
Seu filho William Backhouse Astor continuou a investir em propriedades de Nova Iorque, além de atividades de filantropia. A fortuna dos Astor, nessa época, já estava na casa das dezenas de milhões de dólares. William Waldorf Astor, neto de William Backhouse, construiu em 1893 o Waldorf Hotel em Manhattan, enquanto seu primo John Jacob Astor IV ergueu o Astoria Hotel alguns anos depois bem ao lado do Waldorf. Os dois hotéis acabaram se fundindo e virando o Waldorf–Astoria.
Algum tempo depois, William Waldorf imigrou para o Reino Unido e acabou conseguindo o título de Visconde Astor. Seus descendentes britânicos foram donos do jornal The Observer, enquanto Nancy Astor, esposa de Waldorf Astor, 2.º Visconde Astor, tornou-se a primeira mulher na história a ocupar um lugar na Câmara dos Comuns. O ramo norte-americano continuou tendo sucesso, com membros alcançando posições proeminentes na política de Nova Iorque, enquanto Vincent Astor foi dono do jornal Newsweek por duas décadas. Em 1931, eles abriram um novo hotel Waldorf Astoria para substituir o antigo.